# Алвіс Германіс
Алвіс Германіс (латис. Alvis Hermanis, нар. 27 квітня 1965, Рига, Латвія) — латвійський актор, драматург, театральний режисер та художник-технолог. З 1997 року режисер у Новому Ризькому театрі, одним із засновників якого був у 1992 році. 

## Біографія
Германіс народився в Ризі, з підліткового віку грав у хокей за команду «Динамо» Рига. У віці 15 років змушений був залишити спорт у зв'язку з проблемами зі здоров'ям. Перший театральний досвід отримав відвідуючи мім-студію Робертса Лігерса. З 1981 по 1982 рік відвідував Ризьку народну художню студію. З 1984 по 1988 рік вчився в Латвійській академії музики на театральному факультеті.
Крім Нового Ризького театру Германіс ставив кілька вистав в Австрії, Німеччині, Росії, Швейцарії тощо. Разом із театром гастролював Європою. 
У 2007 році Германіс відмовився отримувати Орден Трьох зірок з рук президента Латвії Валдіса Затлерса, проте все-таки прийняв його у 2012 році після відставки останнього.
Як актор знявся в кількох фільмах наприкінці 1980-х. За свою роль у фільмі «Fotogrāfija ar sievieti un mežakuili» отримав нагороду «Кращого актора» на фестивалі Великий Кристап в 1987 році.
У 2003 році виграв нагороду «Молодий режисер» на Зальцбурзькому фестивалі за виставу «Ревізор» Миколи Гоголя. Цей несподіваний успіх проклав йому дорогу для німецькомовної аудиторії, починаючи з вистав у Франкфурті, Берліні, Цюриху та Відні. Він безперервно працює в Національному театрі Австрії - Бурґтеатрі, де представив «Білу землю» Артура Шніцлера у 2011 році, а у 2015 році — нову версію «Ревізора». 
У 2012 році швейцарський культурний журнал "du" провів опитування театральних експертів із 20 різних країн, які визнали Германіса одним із десяти найвпливовіших театральних діячів останнього десятиліття.
З 2012 року Алвіс режисує та створює художні постановки для опери — він ставив «Солдати» Бернда Ціммермана та «Gawain» Гарісона Бертвісла.
У 2014 році поставив оперу «Трубадур» з Марі-Ніколь Лем'є, Франческо Мелі, Пласідо Домінґо, Г. Нетребко. 
2015 року Германіс скасував постановку в гамбурзькому театрі «Талія», яка планувалась на весну 2016 року. Своє рішення він пояснив незгодою з позиціюванням театру як «центру для біженців».
У 2016 році Германіс поставив оперу «Засудження Фауста» Гектора Берліоза на твір Гете в Паризькій опері з Йонасом Кауфманом та Бріном Тервелом.